# Jean Gaspard Pascal René
Pour les articles homonymes, voir René.
Jean Gaspard Pascal René est un général français de la Révolution et de l’Empire, né le 20 juin 1768 à Montpellier dans l'Hérault et mort le 29 juin 1808 à La Carolina, en Espagne.

## Biographie

### Du sous-lieutenant au général de brigade
Il entre en service le 2 janvier 1792, comme sous-lieutenant au régiment d'Aquitaine. Il passe lieutenant à l’armée des Alpes le 1er juillet suivant, avant d'assister en 1793 au siège de Toulon. Nommé capitaine le 31 décembre 1793 au 35e régiment d’infanterie, il sert de l’an II à l’an IV à l'armée des Pyrénées orientales. Il est blessé en janvier 1795 lors du siège de Roses, en Espagne. Il passe ensuite à l'armée d'Italie. Le 15 janvier 1797, au cours de la bataille de Rivoli, il est détaché au village de Garda avec 50 hommes pour surveiller le lac lorsqu'il rencontre une colonne autrichienne forte de 1 800 hommes au détour d’un chemin. Sommé de se rendre par l’officier autrichien, il y répond par une sommation semblable, qui impose par son audace, et fait mettre bas les armes à la troupe adverse qui demeure prisonnière des Français. Deux drapeaux sont également récupérés par René, à qui le général en chef Bonaparte décerne un sabre d’honneur à cette occasion.
Le 24 décembre 1797, il est envoyé à l’armée d’Helvétie et se trouve à la prise de Fribourg le 2 mars 1798, ainsi qu'à la bataille de Neuenegg le 5 mars 1798. À l’issue de la campagne d'Helvétie, il reçoit l’ordre de se rendre à Toulon, où il s’embarque pour la campagne d'Égypte. Il assiste à la prise de Malte, d’Alexandrie le 2 juillet 1798, au combat de Chebreiss le 13 juillet suivant et à la bataille des Pyramides le 21 juillet 1798. Le 25 octobre 1798, il passe adjoint à l’état-major général de l’armée d’Orient. Le 14 novembre suivant, il devient chef d’escadron. En janvier 1799, il fait partie de l’expédition en Syrie et se fait remarquer au siège de Saint-Jean-d’Acre. Le 25 juillet 1799, à la bataille d’Aboukir, il est brûlé et renversé par l’explosion d’un caisson. Nommé adjudant-général chef de brigade le 2 septembre 1799, René passe chef d’état-major de l’armée commandée par le général Menou le 21 avril 1800. Le 7 septembre 1801, il est promu général de brigade.
De retour en France, il est employé dans la 9e division militaire le 19 mars 1802, puis dans la 13e division militaire le 2 mai 1803. Fait chevalier de la Légion d’honneur le 11 décembre 1803, il devient commandeur de l’ordre le 14 juin 1804. Le 17 septembre 1805, il est attaché à l’état-major général de la Grande Armée, et le 23 octobre 1806, il commande Potsdam, puis Leipzig le 29 octobre 1806. Le 19 décembre 1807, il passe dans le 1er corps d’observation de la Gironde, avant d'être créé baron de l’Empire le 19 mars 1808.

### Assassiné par les insurgés andalous
Parti de Madrid pour rejoindre le général Dupont en Andalousie, il est intercepté par des paysans insurgés dans la Sierra Morena, et assassiné le 29 juin 1808. Les récits les plus divers et les plus extravagants ont circulé sur sa mort, sans qu'il soit possible d'en retracer avec certitude les circonstances.

## Distinctions

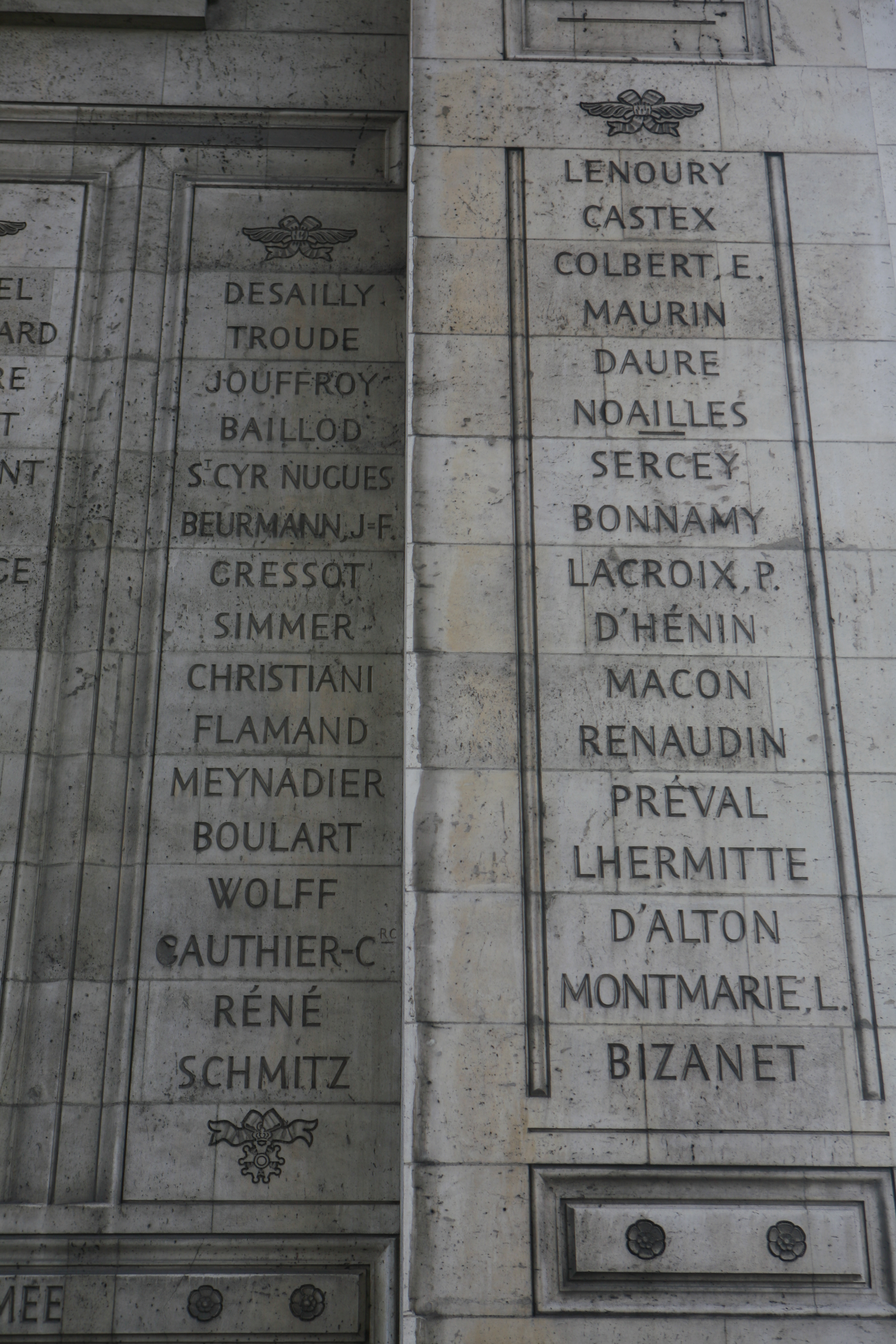
Noms gravés sous l'arc de triomphe de l'Étoile : pilier Ouest, 39e et.

- Il fait partie des 660 personnalités à avoir son nom gravé sous l'arc de triomphe de l'Étoile[1]. Il apparaît sur la 39e colonne (l’arc indique RÉNÉ).

## Dotations
- Le 19 mars 1808, il est donataire de 4 000 francs en Westphalie.

## Sources
- (en) « Generals Who Served in the French Army during the Period 1789 - 1814: Eberle to Exelmans »
- Thierry Pouliquen, « Les généraux français et étrangers ayant servis [sic] dans la Grande Armée » (consulté le 8 novembre 2014)
- « La noblesse d’Empire » (consulté le 8 novembre 2014)
- « Cote LH/2300/21 », base Léonore, ministère français de la Culture
- Vicomte Révérend, Armorial du premier empire, tome 4, Honoré Champion, libraire, Paris, 1897, p. 131.
- Jean Gaspard Pascal René  sur roglo.eu
- A. Lievyns, Jean Maurice Verdot, Pierre Bégat, Fastes de la Légion-d'honneur, biographie de tous les décorés accompagnée de l'histoire législative et réglementaire de l'ordre, Bureau de l’administration, 1844, 529 p. (lire en ligne), p. 453.
- (pl) « Napoléon.org.pl »
- Charles Théodore Beauvais et Vincent Parisot, Victoires, conquêtes, revers et guerres civiles des Français, depuis les Gaulois jusqu’en 1792, tome 26, C.L.F Panckoucke, janvier 1822, 414 p. (lire en ligne), p. 158.